# Thomas Ostermeier

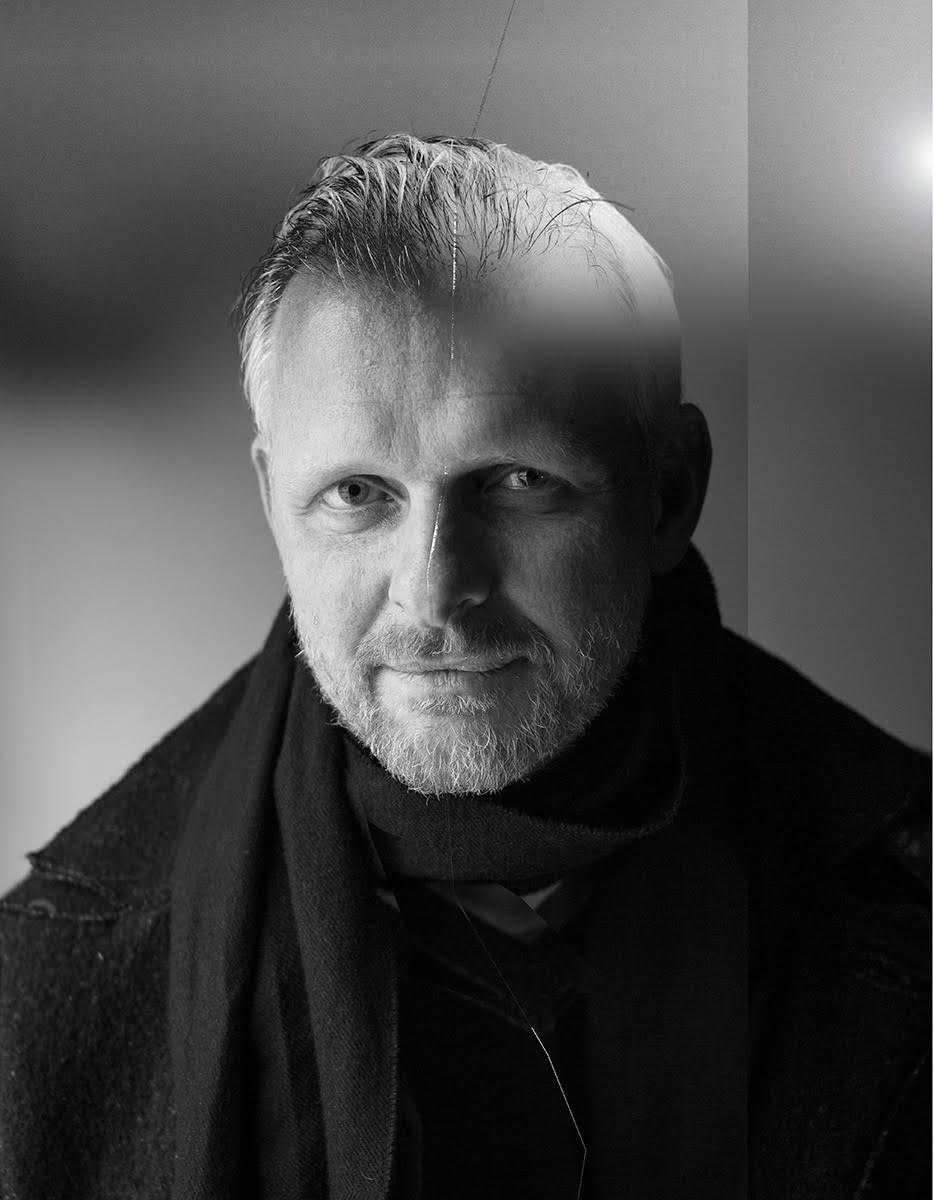
Thomas Ostermeier fotografiado por Oliver Mark, Berlín 2018

Thomas Ostermeier (Soltau, Alemania, 3 de septiembre de 1968) es un director de escena alemán. Actualmente forma parte de la dirección artística de la Schaubühne am Lehniner Platz de Berlín.

## Trayectoria profesional
Comenzó su carrera teatral en 1990, actuando en el Faust de Einar Schleef, en la Berliner Hochschule für Schauspielkunst (Instituto Superior de Artes de Berlín). Entre 1992 y 1996 estudió Dirección Escénica en el Berliner Hochschule für Schauspielkunst Ernst Busch (Instituto Superior de Arte Dramático Ernst Busch). Aquí conoció a sus grandes maestros, como Manfred Karge, con el cual trabajó de asistente en Weimar y en el Berliner Ensemble.
En 1996, como trabajo de final de carrera dirige Recherche Faust/Artaud en el Studiotehater de Berlin, obra que crea junto con el dramaturgo Jens Hillje a partir de distintos textos de Artaud, Rimbaud, Heym y Goethe. El espectáculo tuvo tal notoriedad que prontamente es convocado para ponerse al frente del teatro Baracke am Deutschen Theater, un espacio cedido por el teatro Deutsches de Berlin para la investigación del teatro contemporáneo. Su nombre – Baracke – significa literalmente choza. Un espacio blanco, diáfano, y con capacidad para 99 espectadores en los que Ostermeier sentó las bases de lo que sería su teatro. Entre 1996 y 1999 fue el director artístico de este espacio que en 1998 resultó galardonando con el premio Teatro del año. Con el grupo de la Baracke estrena unas siete obras, en su mayoría contemporáneas: Fat Men in Skirts de Nicky Silver en 1996, seguida de Knives in Hens de David Harrowery de Shopping and fucking de Mark Ranvenhill. Luego vendrá, A Man Equals Man de Brecht, Suzuki de Alexej Schipenko, Below the Belt de Richard Dresser y cerrará su estancia en la Baracke con Suzuki II también de Schipenko.
En esta etapa de investigación sin la presión de llenar asientos, hace un teatro mucho más existencialista, loco, renovador. Sus puestas estaban libres de la presión de “tener que gustar”, lo que le permitió un juego mucho más libre y al límite, muy conectado a las ideas de quien será uno de sus principales referentes: Artaud. Ostermeier hace un gran trabajo de reflejo de la realidad estableciendo un diálogo con la obra preexistente. En este momento se interesa en particular por temas como el sexo, las drogas, la corrupción, etc.(Estamos en los inicios de la década de los noventa, época marcada por el conflicto con el cuerpo, el choque de los cuerpos, las muertes por el SIDA).

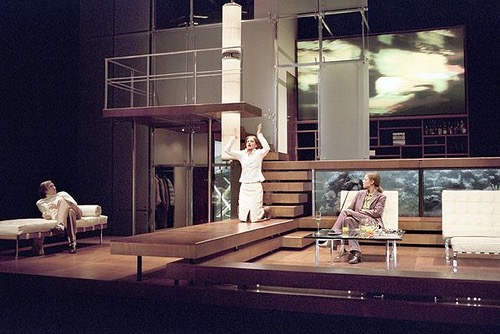
Puesta de Nora en el 2006, Alelaide Festival

Desde 1999 forma parte de la dirección artística de la Schaubühne am Lehniner Platz en Berlín, donde ha promocionado el trabajo de autores contemporáneos (Sarah Kane, Marius Von Mayenburg, John Fosse, Mark Ravenhill, Caryl Churchill...); autores clásicos (Shakespeare) y autores modernos (Ibsen, O´Neill, T. Williams...). Se ha destacado particularmente por el trabajo de contemporaneización de textos clásicos en los que se asegura que "los autores sigan siendo lo que fueron en su momento: autores contemporáneos que hablaban a su público contemporáneo acerca de los asuntos del día, y que contaban historias con las que todo el mundo podía relacionarse." Como director ha montado más de cuarenta obras en los últimos veinte años.
En 2004 fue nombrado artista asociado en el Festival de Aviñón y desde 2010 ha sido presidente del Consejo Cultural Franco-Alemán. Actualmente es miembro de la Academia Alemana de las Artes Escénicas y sus producciones han recorrido todo el mundo.
En 2011 se ha convertido en el artista más joven en ganar el León de Oro de la Bienal de Venecia por toda su trayectoria artística. 

## Principios teóricos y estéticos

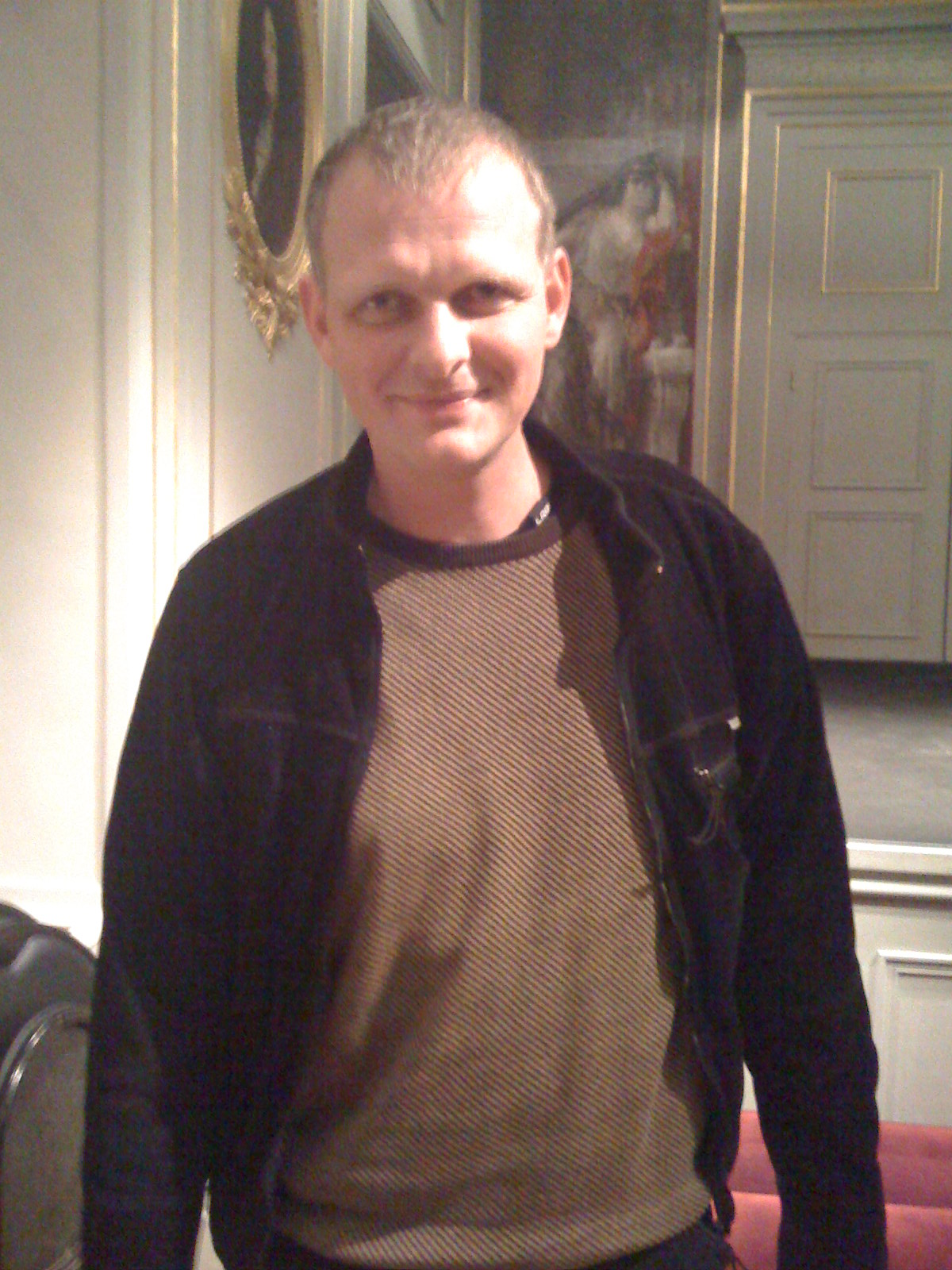
Foto de Thomas Ostermeier. Théâtre de l'Odéon, Paris, 10/04/2009 luego de una función de "John Gabriel Borkman"

Para Ostermeier el teatro no debe ser mero entretenimiento, se trata un de un arte con carácter educativo que debe hacer preguntas y no dar respuestas. No le interesa el teatro tradicional como maquinaria de ilusiones. Su inspiración viene del teatro revolucionario ruso de los años 20 y del cine. 
Ostermeier tiene una visión social muy comprometida, a la vez que ideas políticas en cuando a los ideales de sociedad en los que quiere vivir. Esto lo traslada a su teatro y pretende no dejar al público indiferente. Cree, como Brecht, que la desnaturalización de nuestra percepción cotidiana, puede llevar a la reflexión, hacia una actitud crítica, y potencialmente hasta a una actitud de cambio. Este tipo de pensamiento, coincide con su visión horizontal del teatro en donde los actores son creadores activos y no meros “intérpretes”. Todo el equipo de trabajo trabaja en conjunto, participando de las decisiones artísticas. 
A esta forma de acercarse a la dirección que tiene una base política en tanto no hay una imposición, también se le unen las ideas estéticas de Reinhardt basada en la convicción de que cada obra demanda un tipo de acercamiento distinto desde la dirección y producción, y en el que la espectacularidad no debe ser dejada de lado. Recoge también (como hemos visto en sus inicios) las ideas de Meyerhold referidas al trabajo psicofísico y de biomecánica y suma las ideas de Artaud respecto al Teatro de la crueldad. Ostermeier se ubica como un director inductivo (siguiendo las dos maneras de acercarse a la dirección que pronone Bertolt Brecht). Así, en vez de imponer su visión y sus conceptos, se deja atravesar por el texto, toda la producción se desarrolla en base al mismo. Es el texto el que provee “el material con el cual trabajar, su textura, sustancia, la tela y el sujeto de exploración”, a la vez que se relaciona con el presente mediante la presencia de los actores, el equipo técnico y la audiencia.
Para Ostermeier el propósito mismo de la dirección es de montar la obra en el presente, y eso significa crear una puesta de una manera que nadie lo haya hecho nunca y de manera que nadie será capaz de montarla de nuevo. En tanto que la producción es su producción. Enfrenta la realidad del texto con la realidad de la vida y experiencia personal de los actores y de todos los artistas que se han juntado, en ese momento particular, para contar esa historia, por lo tanto, propia. El director cree que al montar una obra se cuenta la historia del dramaturgo, pero también la historia de todos los artistas que hay detrás, porque son ellos quienes llenan la situación dramática con su vida y acciones, es decir “animan” las circunstancias que les han sido dadas. La producción es por tanto un espejo del tiempo de los artistas en la historia. Hamlet está vivo y puede ser presentado de una manera determinado en tanto dialoga con el tiempo presente, con nuestras circunstancias próximas. Hacer una puesta significa, por tanto, traducir la literatura a un proceso dramático que sucede aquí y ahora.  El teatro mismo, es para Ostermeier un espejo, un foro para la autocrítica y la observación, donde la comunicación es el elemento básico para poder poner en juego a todos los demás elementos.
Las preguntas que Ostermeier siempre se hace a la hora de montar un texto (y la base de su trabajo) son: ¿Cuál es la razón por la que debo montar esta obra en particular, ahora, a cualquier costo y en este preciso momento de la historia? ¿Por qué debo contarle esta historia al público de hoy? 

### Herencia recibida
Al haber estudiado en la escuela de Ernst Busch, Ostermeier ha recibido la tradición del teatro alemán del Este. Estudió mucho a Brecht, Meyerhold, Stanislavsky... y por tanto sus puestas en escena son algo muy cercano a esas ideas de la historia del teatro del siglo XX.

Trabajamos con un lenguaje en la línea de la tradición Brechtiana; es decir el método de actuación parte siempre de preguntas de ¿para qué haces esta obra?, ¿cuál es su conexión con el mundo exterior?, ¿cuál es su conexión con lo que está pasando ahora mismo en la sociedad? Éste es el punto desde que arrancas y orientas el cómo dices las cosas en la pieza.
Thomas Ostermeier

### Realismo
El concepto de realismo en Ostermeier apunta a iluminar, no es simplemente una copia del mundo tal cual se ve, es una mirada al mundo que exige cambios.

Realismo no es naturalismo. Realismo implica tratar de encontrar lo que está detrás de las imágenes, de la superficie, de la lucha por tener una mejor sociedad, tratar de encontrar la realidad de las relaciones de poder. Este es quizás mi realismo, pero no tiene nada que ver con la estética realista.
Thomas Ostermeier

### Compromiso social y político
Ostermeier piensa que la escena tiene que tener la ambición de ser un espacio en el que se expresen el valor del compromiso político. Para el director de la Schaubühne de Berlín, no puede haber teatro si no existe un profundo vínculo con la sociedad.

Privarse de la escena sería privarse de la palabra política. El teatro tiene que reflejar la realidad, abordar los temas que la televisión o el cine evitan e interrogarse sobre cómo sobrevivir en una época en la que la presión económica liberal es insoportable.
Thomas Ostermeier

### Sobre el actor
El centro de sus montajes es el actor, a los cuales les exige el máximo compromiso físico y corporal. Ostermeier rechaza las acciones psicologistas. Para él la emoción debe verse en la acción concreta. 

El teatro debería dar a los actores una formación inicial y continuada. Bertolt Brecht pedía a sus actores confrontarse a la realidad, asistir a las audiencias de los tribunales, sumergirse en las fábricas... para poder expresar con conocimiento de causa el comportamiento de sus contemporáneos. Eso mismo hago yo con los míos, proponiéndoles que se inspiren en su propia biografía y de sus observaciones cotidianas.
Thomas Ostermeier

### Sobre la dirección
A la hora de dirigir Thomas Ostermeier busca siempre el espíritu del dramaturgo. Para Ostermeier es muy importante vincular a los autores con la representación. Antes del estreno de sus obras organiza encuentros, talleres y lecturas entre los autores y actores. En el caso de las obras de repertorio moderno, se hace la siguiente pregunta: ¿Qué clase de mensaje quisieran dar si estuvieran escribiendo hoy? 

La parte más importante de mi trabajo es encontrar la mejor manera de llevar al escenario el corazón de la obra del dramaturgo. El dramaturgo puede ser Mayenburg, Sarah Kane o Shakespeare.
Thomas Ostermeier

### Estética
En la estética de sus obras se incluye toda la realidad mediática actual y el mundo del consumismo: citas visuales/ acústicas del cine, televisión, cómics... Ostermeier aboga por una estética de lo feo, confrontando al público con alcohólicos, marginales, drogadictos... Su teatro está también influido por la estética del rock.

Todavía compongo como si fuera un músico e intento siempre dejarme influenciar por el rock: en el trabajo, en el escenario, con los actores...
Thomas Ostermeier

### Influencias
En Barcelona, el Teatre Lliure bajo la dirección de Àlex Rigola está adoptando cada vez más el estilo y la personalidad de la Schaubüne.

## Puestas en escena
- 1996 Faust / Artaud, bat-Studiotheater Berlin
- 1996 Fat men in skirts de Nicky Silver, Baracke am Deutschen Theater Berlin
- 1997 Knives in Hens de David Harrower, Baracke am Deutschen Theater Berlin
- 1997 A man equals a man de Bertolt Brecht, Baracke am Deutschen Theater Berlin
- 1997 Suzuki de Alexei Schipenko, Baracke am Deutschen Theater Berlin
- 1998 Shopping & Fucking de Mark Ravenhill, Baracke am Deutschen Theater Berlin
- 1998 Below the belt de Richard Dresser, Baracke am Deutschen Theater Berlin
- 1998 Disco Pigs de Enda Walsh, Deutsches Schauspielhaus Hamburg
- 1999 Blue bird de Maurice Maeterlinck, Deutsches Theater Berlin
- 1999 Fireface de Marius von Mayenburg, Deutsches Schauspielhaus Hamburg
- 1999 Susuki II de Alexej Schipenko, Baracke am Deutschen Theater Berlin
- 2000 Personenkreis 3.1 de Lars Norén, Schaubühne Berlin
- 2000 Crave de Sarah Kane, Schaubühne Berlin
- 2000 The name de Jon Fosse, Schaubühne Berlin
- 2000 Parasites de Marius von Mayenburg, Schaubühne Berlin
- 2001 This is a chairde Caryl Churchill, Schaubühne Berlin
- 2001 Danton's death de Georg Büchner, Schaubühne Berlin
- 2001 Supermarket de Biljana Srbljanovic, Schaubühne Berlin
- 2001 Push Up 1-3 de Roland Schimmelpfennig, Schaubühne Berlin
- 2002 Strong tribe de Marieluise Fleißer, Münchner Kammerspiele
- 2002 Better days de Richard Dresser, Schaubühne Berlin
- 2002 The girl on the sofa de Jon Fosse, Edinburg International Festival, Royal Lyceum
- 2002 Nora de Henrik Ibsen, Schaubühne Berlin
- 2003 Wunschkonzert de Franz Xaver Kroetz, Schaubühne Berlin
- 2003 Woyzeck de Georg Büchner, Schaubühne Berlin
- 2003 Suburban Motel 6: Risiko de George F. Walker, Schaubühne Berlin
- 2003 El ángel exterminador de Karst Woudstra, Schaubühne Berlin
- 2004 Lulú de Frank Wedekind, Schaubühne Berlin
- 2004 The master builder de Henrik Ibsen, Burgtheater Wien
- 2004 Eldorado de Marius von Mayenburg, Schaubühne Berlin
- 2005 Blasted de Sarah Kane, Schaubühne Berlin
- 2005 Before sunrise de Gerhart Hauptmann, Kammerspiele Munich
- 2005 Hedda Gabler de Henrik Ibsen, Schaubühne Berlin
- 2006 Death becomes Electra de Eugene O’Neill, Schaubühne Berlin
- 2006 A Midsummer Night's Dream de William Shakespeare, Schaubühne Berlin
- 2006 Love is only a possibility de Christoph Nussbaumeder, Schaubühne Berlin
- 2006 Product de Mark Ravenhill, Schaubühne Berlin
- 2007 The marriage Maria Braun de Werner Fassbinder, Münchner Kammerspiele
- 2007 Cat on a hoy tin roof de Tennessee Williams, Schaubühne Berlin
- 2007 Room service de John Murray y Allen Boretz, Schaubühne Berlin
- 2008 Double Bill: The city de Martin Crimp y The cut de Mark Ravenhill, Schaubühne Berlin
- 2008 Hamlet de William Shakespeare, Schaubühne Berlin
- 2009 John Gabriel Borkmann de Henrik Ibsen, Schaubühne Berlin
- 2009 Susn de Herbert Achternbusch, Münchner Kammerspiele
- 2010 Demons de Lars Norén, Schaubühne Berlin
- 2010 Othello de William Shakespeare, Schaubühne Berlin
- 2011 Ghosts de Henrik Ibsen, Toneelgroep Amsterdam
- 2011 Medida por medida de William Shakespeare, Schaubühne Berlin
- 2011 Miss Julie de August Strindberg, Theatre of Nations Moscú
- 2012 Un enemigo del pueblo de Henrik Ibsen, Schaubühne Berlin
- 2013 Death in Venice de Thomas Mann y Gustav Mahler, Schaubühne Berlin
- 2013 Ghosts de Henrik Ibsen, Theatre Vidy Lausanne
- 2013 The Seagull de Anton Chejov, Toneelgroep Amsterdam
- 2014 The Little Foxes de Lillian Hellman, Schaubühne Berlin
- 2015 Richard III de William Shakespeare, Schaubühne Berlin
- 2015 Bella Figura de Yasmina Reza, Schaubühne Berlin
- 2016 Professor Bernhardi de  Arthur Schnitzle, Schaubühne Berlin
- 2017 Returning to Reims de Didier Eribon, Schaubühne Berlin
- 2018 Twelfth Night de William Shakespeare, Comédie-Française Paris
- 2018 History of Violence de Édouard Louis, Schaubühne Berlin
- 2018 Italian Night de Ödön von Horváth, Schaubühne Berlin
- 2019 abgrund de Maja Zade, Schaubühne Berlin
- 2019 Youth Without God de Ödön von Horváth, Schaubühne Berlin
- 2020 Vernon Subutex 1 de Verginie Despente, Schaubühne Berlin

## Premios
- 1997 Premio Berliner Bär Kulturpreis
- 1997 Premio Friedrich Luft por Cuchillos en gallinas
- 1998 Baracke am Deutschen Theater, Teatro del año
- 1998 Premio Friedrich Luft
- 1999 Mejor director joven en el MESS-Festival en Sarajevo
- 2000 Prix Europe pour le théâtre
- 2002 Herald-Angel-Award de Edinburgh
- 2003 Premio "Nestroy" por Nora
- 2003 Premio Politika durante el festival de teatro BITEF de Belgrado.
- 2006 Premio del público del Teatro gemeinde Berlín por Hedda Gabler
- 2009 Gran Premio de la Crítica de Francia Juan Gabriel Borkmann
- 2009 Premio de la Crítica 2009 por Hamlet, Barcelona.
- 2009 Officier des Arts et des Lettres por Hamlet, Ministerio de cultura francés
- 2010 Ordre des Arts et des Lettres
- 2010 Presidente de la Deutsch-Französischer Kulturrat (DKFR)
- 2010 Premio de la crítica en el festival internacional de teatro KONTAKT en Torun (Polonia)
- 2011 León de Oro de la Bienal de Venecia
- 2011 Premio Friedrich Luft a la Mejor Obra de teatro de Berlín por Medida por Medida
- 2011 Premio de la crítica como la Mejor Producción Internacional por Hamlet (Chile)
- 2012 Premio de honor del 18.º Festival Teatro de Estambul por Hamlet
- 2016 Doctor honoris causa por la Universidad de Kent por sus contribuciones al teatro europeo.
- 2018 Order of Merit de la República Federal de Alemania
- 2018 Premio de la cultura KYTHERA
- 2019 Doctor honoris causa por la Universidad de Gothernburg